# ソルベンシー・マージン比率
ソルベンシー・マージン比率(Solvency Margin Ratio)とは、保険業法で定められた保険会社の健全性を示す指標である。
保険は確率的な事象を扱うため、通常発生しうる程度の損害額は統計的に予測可能である。しかし、通常の予測を超える大規模な損害が発生した場合にも、保険会社はその損害に対する保障をする必要がある。この、通常の予測を超えたリスクに対応する余力を示したものがソルベンシー・マージン比率である。
その意味で「ソルベンシー・マージン」はしばしば「支払余力」と訳される。保険関係の法令の中では、「保険会社の保険金等の支払能力の充実の状況を示す比率」という。
1995年（施行は1996年）の改正保険業法で導入された。
2019年11月14日にアブダビで行われた保険監督者国際機構(IAIS)の年次総会で経済価値ベースのソルベンシー規制への移行が決定され、2025年をめどに、資産・負債の時価評価が義務付けられる経済価値ベースのソルベンシー規制に移行することとなっている。

## 計算式
ソルベンシー・マージン比率の計算式は以下のとおり。
{\displaystyle A=\left({\frac {C}{\left(B\times 0.5\right)}}\right)\times 100}
- A：ソルベンシー・マージン比率(%)
- B：通常の予測を超える危険
- C：ソルベンシー・マージン総額（有価証券の含み益などを含む広義の自己資本額のこと。）

なお、危険量（B）には、実際の保険事故の発生率等が通常の予測を超えることにより発生し得るリスクに加え、予定利率に関するリスクや、資産運用リスク（価格変動等リスク、子会社リスク、デリバティブ取引リスク）なども含まれる。
行政上の取り扱いとしては、この数値が200%以上であれば「保険金等の支払能力の充実の状況が適当である」とされ、これを下回った場合は原則として金融庁が何らかの監督上の措置（早期是正措置）をとることとなっている。
しかし、過去に経営破綻した保険会社の多くにおいて破綻直前のソルベンシー・マージン比率が200%を超えていたことから、200%を少々超えている程度では契約者からの信用が得られない状況となっている。
自己資本が相対的に多い保険会社の中には1,000%を超える会社もある。また、設立から年数の経っていない保険会社も、自己資本に見合うリスクをまだとっていないため一般に比率が高い。
日本の主な損害保険会社においては2016年3月末では、降順であいおいニッセイ同和（829.3%）、損害保険ジャパン日本興亜（729.3%）、 東京海上日動（746.3%）、 三井住友海上（585.9%）。ソニー生命保険は公表値は2020年度末現在で2126.6％。